# 腐蛆病

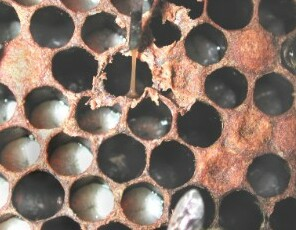
アメリカ腐蛆病に侵された幼虫。粘性を持つため棒等を差し込むと糸を引く

腐蛆病（ふそびょう、foulbrood）とは、ミツバチの幼虫を侵す伝染病。家畜伝染病予防法における法定伝染病である。
法上は腐蛆病と表記されるが、アメリカ腐蛆病菌 (Paenibacillus larvae subsp. larvae) により起こるアメリカ腐蛆病、ヨーロッパ腐蛆病菌 (Melissococcus plutonius) により起こるヨーロッパ腐蛆病の2種類に分類される。アメリカ腐蛆病およびヨーロッパ腐蛆病は養蜂が行われるほとんどの国で発生が認められる。
ミツバチの幼虫の死亡を引き起こす疾病は他にチョーク病、バロア病、サックブルード病がある。

## 特徴
アメリカ腐蛆病は2日令以内の幼虫が病原体（芽胞）を含む王乳や蜜を与えられたとき、1～5日令で発症し死亡するが、3日令以降は発症しない。摂取された芽胞は中腸内で発芽し、増殖する。さらに血体腔に侵入・増殖して死に至らしめる。アメリカ腐蛆病に感染した幼虫は一般的に蓋がけされた巣房内で死亡する。その場合、蓋に小さな穴が見られるようになる。死亡した幼虫は徐々に暗褐色へと変色し、刺激臭を放つようになり、粘性をもつようになる。
ヨーロッパ腐蛆病は蓋がけをされる前の幼虫が発病する場合が多く、死亡した幼虫は酸臭を放つ場合がある。アメリカ腐蛆病を発病した幼虫と異なり、色は乳白色から褐色となり、粘性は持たない。死亡した幼虫は、通常は働き蜂により巣房から除去される。

## 診断と対策
アメリカ腐蛆病はMichael培地、HS培地、J培地を用いての菌分離により診断する。アメリカ腐蛆病菌の保有するタンパク質分解酵素を利用したHolstのミルクテストによる診断も可能だが、菌を保有していても陰性となることがあるため確定診断はできない。ヨーロッパ腐蛆病はBaileyの培地を用いての菌分離により診断する。また、アメリカ腐蛆病、ヨーロッパ腐蛆病ともにPCRによる検出も可能である。
予防にはエチレンオキサイドを用いたガス燻蒸による消毒の他に、マクロライド系抗生物質が有効とされるが、抗生物質を用いない防除方法も研究されている。しかし、ヨーロッパ腐蛆病についてはこれらの予防効果は限定的であり、2015年時点では日本で認可されている薬剤はない。中華人民共和国ではテトラサイクリン系の抗生物質が使用されることがあり蜂蜜への移行と残留、病原体の薬剤耐性獲得の可能性などが問題視されている。
感染が確認された場合は、巣箱毎、蜂群を焼却し養蜂道具は適切な消毒を行う。